# Gloria Santiago
Gloria Pilar Santiago Camacho (Córdoba, 10 de julio de 1987) es una política española, diputada por Podemos Illes Balears en el Parlamento de las Islas Baleares y vicepresidenta primera del mismo entre 2019 y 2023.

## Trayectoria
Estudió Derecho en la Universidad Complutense de Madrid y se especializó como perita judicial en la investigación de delitos económicos. En las elecciones europeas de 2014 participó en la lista presentada por la nueva (en aquel momento) formación política de Podemos, en la posición número catorce. En 2015 fue nombrada directora insular de Transparencia, Participación y Buen Gobierno en el Consejo Insular de Ibiza Fue cabeza de lista de Podem por la circunscripción de Ibiza en las elecciones autonómicas de 2019, siendo elegida diputada. El 20 de junio de ese año fue nombrada vicepresidenta primera del Parlamento Balear. En las elecciones autonómicas de mayo de 2023 repitió como cabeza de lista por Podem en la circunscripción de Ibiza. La candidatura recibió 2.833 votos (el 6,36%), sin conseguir representación. Desde septiembre de 2024 es asesora de Derechos Humanos en el Parlamento Europeo, integrada en el equipo del eurodiputado de Sumar Jaume Asens.